# Denis Vairasse
Denis Vairasse d'Allais est un écrivain français né autour de 1630 (entre 1635 et 1640 à Alès selon son dernier éditeur) et mort vers 1696. 

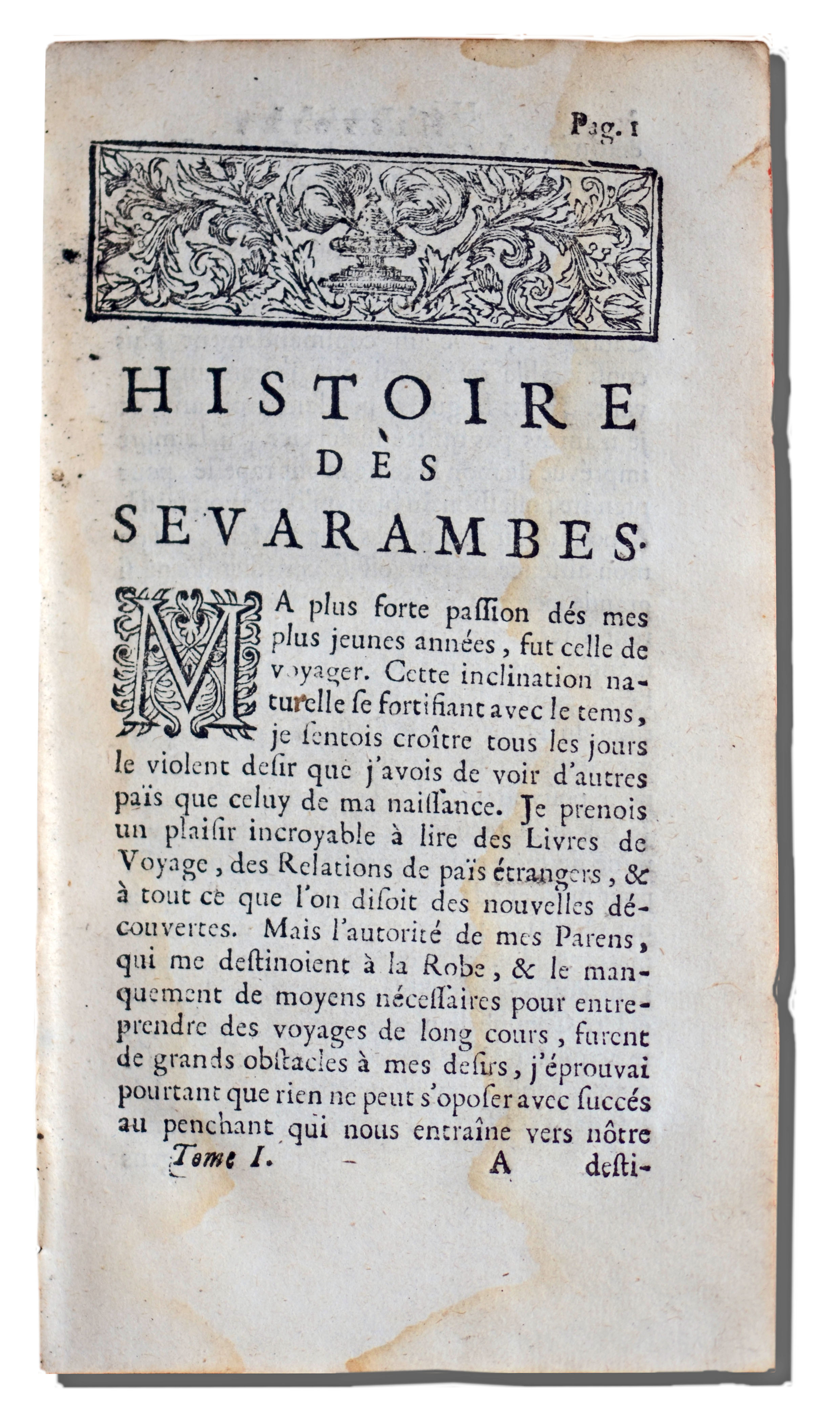
Fac simile de la première page de Histoire des Sevarambes (après l'introduction), dans l'édition de 1734 publiée par l'éditeur Henry Desbordes à Amsterdam.

Il est surtout connu pour son œuvre intitulée Histoire des Sevarambes, « Peuples qui habitent une partie du troisième continent, communément appelé La terre australe, contenant une relation du Gouvernement, des mœurs, de la religion & du langage de cette nation, inconnue jusqu'à présent aux peuples de l'Europe », qui est une utopie qui intègre l'hypothèse de l'existence de Terres Australes non découvertes dans l'océan Indien au sud-est du cap de Bonne-Espérance.
Ce livre a connu un succès international, dont en France dès les années 1682 (première traduction en français avant une autre version en 1702, alors qu'on le traduisait en néerlandais 1683, en allemand en 1689 - puis en 1714-  en italien en 1728). Des auteurs tels que Bayle, Rousseau, Kant et Cabet l'ont lu et s'en sont probablement inspirés. Une des originalités de ce texte, présenté à la manière des ouvrages de géographie ou d'anthropologie est l'intégration dans la construction romanesque d'une critique directe des religions révélées et imposées, et en particulier du catholicisme, tel que pratiqué par les chrétiens au XVIIe siècle.

## Biographie
Né dans une famille protestante, de la petite bourgeoisie. l'auteur a fait partie des troupes royales. 
Il a fait des études de droit, qui l'ont conduit au doctorat (vers 1660).
Le conflit entre protestants et catholiques le force à s'exiler en Angleterre où il écrit son œuvre majeure Histoire des Séverambes, d'abord éditée en 1675 à Londres et en anglais, puis en français en deux parties (1677-1679), la première étant selon l'auteur une sorte de « Journal historique », plusieurs fois réédité dont en une (« Nouvelle édition, corrigée & augmentée » par l'éditeur Henry Desbordes à Amsterdam en 1734.
Pour l'historien Maurice Dommanget, il s'agit d'un "des romans sociaux les plus importants et les plus hardis de la fin du XVIIe siècle. Dans cette utopie relevant du communisme autoritaire, tous les citoyens doivent concourir au bien-être général par l’obligation d’un « travail utile et modéré ». La journée est divisée par la constitution due au sage Sevarias « en trois parties égales » : la première destinée au travail, « la deuxième au plaisir et la troisième au repos ». 
"Il voulut que tous ceux qui seroient parvenus jusqu’à un certain âge, et que les maladies, la vieillesse ou d’autres accidens ne pourroient justement exempter de l’obligation des Loix, travaillassent chacun huit heures par jour et qu’ils employassent le reste du tems ou dans les divertissemens honnêtes et permis, ou dans le sommeil et le repos. Ainsi la vie se passe avec beaucoup de douceur, les corps sont exercez par un travail médiocre et ne sont pas usez par une fatigue immodérée. Les esprits sont agréablement occupez par un exercice raisonnable sans être accablez par les soins, les chagrins et les soucis. Les divertissemens et les plaisirs qui succèdent au travail récréent et raniment le corps et l’esprit, et le repos ensuite les rafraîchit et les délasse. De cette manière les hommes étant occupez au bien, n’ont pas le tems de songer au mal et ne tombent guères dans les vices où les porteroit l’oisiveté, s’ils ne la chassoient par des occupations honnêtes." (Histoire des Sevarambes)
Ce texte a été traduit en plusieurs langues. 
Il a récemment été réédité en français (l'édition française précédente datant de 1787) dans une forme, orthographe et typographie contemporaine, et sans les coupes faites dans l'édition précédente.
La version française du roman éditée en 1677 est précédée d'une longue dédicace à Pierre-Paul Riquet, concepteur et réalisateur du canal du Midi. Outre son récit, Denis Veiras a également démontré la faisabilité du projet de rendre le Gardon et la Vistre navigables en créant un canal depuis Alès jusqu'à Nîmes et Aigues-Mortes.
Il est aussi l'auteur d'une Grammaire methodique contenant en abregé les principes de cet art et les regles les plus necessaires de la langue françoise, parue en 1681.

#### Documents externes
- (fr) Voir - Liste regroupant les principales œuvres utopiques et dystopiques de -III av. J.-C à nos jours.
- (fr) Voir Utopie, la quête de la société idéale en Occident : un dossier de la BnF
- Vidéo Youtube chaîne "Ces portes qui donnent" https://www.youtube.com/watch?v=uAG6JzwRXkg